# Erik Bue Pedersen
Erik Bue Pedersen, danski rokometaš, * 22. januar 1952, Lystrup.
Leta 1980 je na poletnih olimpijskih igrah v Moskvi v sestavi danske rokometne reprezentance osvojil 9. mesto.